# مرز
مَرز یا سَرحَد به خط فاصلهٔ میان کشورها برای تعیین حکومت و جغرافیای سیاسی گفته می‌شود. بر اساس تعریف آخرین حد قلمرو زمینی، دریایی، هوایی و زیرزمینی هر کشور را مرز آن کشور می‌نامند.
مرز مهم‌ترین عامل تشخیص و جدایی یک کشور از کشور همسایه است.

## خط مرزی
خط مرزی، خطی اعتباری و قراردادی است که به منظور تحدید حدود یک کشور روی زمین و اسناد مرزی مشخص می‌شود. خطوط مرزی میان کشورها گاهی به وسیله عوارض طبیعی مانند ژرفگاه‌ها و میان‌آب‌ها و گاهی با استفاده از خطوط فرضی و قراردادی (مانند بخش عمده‌ای از مرز میان کانادا و آمریکا که برابر با مدار ۴۹ درجه می‌باشد) تعیین و توافق شده‌است.

## انواع خطوط مرزی زمینی
- مرزهای قبل از سکونت: بعضی از مرزها در نواحی خالی از سکنه و قبل از استقرار اجتماعات انسانی ترسیم شده‌اند و مردمی به تدریج در کنار این‌گونه مرزها سکونت یافته‌اند، توانسته‌اند زندگی خود را با مرز تطبیق دهند و امروزه با مشکل مواجه نیستند. به این گونه مرزها، مرز پیشتاز گفته می‌شود. این مرزها از آنجا که قبل از اسکان جمعیت کشیده می‌شوند باعث تطبیق انسان‌ها با مرز می‌شوند و از این نظر جزء مرزهای خوب می‌باشند.[۵]

- مرزهای تطبیقی: مرزهای هستند که به صورت دقیق دو گروه انسانی دارای فرهنگ، زبان و.. متفاوت را از یکدیگر جدا می‌کنند مانند مرز هندوستان و پاکستان.[۵]
- مرز تحمیلی: به مرزهای سیاسی که با حدود نواحی قومیت، زبان، مذهب و فرهنگ کشورها هماهنگ نیست؛ مرز تحمیلی گفته می‌شود. این مرزها افراد یک ملت یا گروه نژادی را از هم جدا می کند و باعث می‌شود که بخشی از یک قوم در یک کشور و بخش دیگر آن در کشورهای همسایه قرار گیرد. در شکل‌گیری این مرزهای سیاست‌های بین‌المللی تأثیرگذار هستند؛ این مرزها معمولاً زمینه تنش و ناآرامی را فراهم می‌کنند.[۵]
- مرزهای متروکه: مرزهایی هستند که در گذشته به عنوان مرز از آن‌ها استفاده می‌شده‌است ولی در حال حاضر این اعتبار خود را از دست داده‌اند مثل مرز بین آلمان غربی و شرقی.[۵]
- مرز طبیعی: رود، کوه، بیابان، باتلاق و کویر می‌توانند مرز بین کشورها باشند. رشته‌کوه‌هایی مانند آلپ، هیمالیا، آند، پیرنه و آرارات ار مهم‌ترین کوه‌های مرزی هستند. این کوه‌ها عموماً مرتفع هستند، غیرقابل عبورند و از نظر نظامی اهمیت دارند. دریاها، دریاچه‌ها، رودخانه‌ها و آبراه‌هایی که میان دو یا چند کشور قرار دارند؛ نیز می‌توانند مرز به‌شمار آیند.[۵]
- مرز غیرطبیعی: برای تعیین مرزهای بین‌المللی در جاهایی که پدیده‌های طبیعی مشخص وجود ندارد، از خطوط نصف‌النهار، مدار یا خطوط مستقیم استفاده می‌شود که دارای شکل تقریباً منطقی هستند و به همین دلیل مرزهای هندسی نامیده می‌شوند.[۵]

## خطوط مرزی آبی

کشورهای بدون مرز (Borderless)

هر کشوری که به آب‌های آزاد دسترسی دارد، به ناچار دارای مرز دریایی است. مجمع الجزایرها مانند فیلیپین و برخی از کشورهای جزیره‌ای مانند ایسلند، صرفاً دارای مرز دریایی می‌باشند. از نظر حقوقی، قوانین حاکم بر آب‌های ساحلی با قوانین حاکم بر خاک یک کشور متفاوت است. در بخشی از آب‌های ساحلی که به آب‌های سرزمینی معروفند و در داخل مرز دریایی هرکشور جای می‌گیرند، کلیه حقوق آب‌ها و عمق دریاها متعلق به کشور مربوط بوده ولی حق عبور بی‌ضرر کشتی‌های سایر کشورها به رسمیت شناخته می‌شود. همچنین در بعضی مناطق دریایی مثل منطقه انحصاری-اقتصادی یا فلات قاره، کشور ساحلی تنها از بخشی از حقوق برخوردار است مانند استفاده از منابع زیر بستر دریا یا اکتشاف و استخراج نفت یا ماهیگیری در این مناطق کشتیرانی سایر کشورها آزاد است.
بر اساس مقررات حقوق بین‌الملل از جمله کنوانسیون سازمان ملل متحد دربارهٔ حقوق دریا و کنوانسیون ژنو راجع به دریای سرزمینی و منطقه نظارت، مرز دریای سرزمینی، معمولاً به خط فرضی ای گفته می‌شود که فاصله‌ای برابر با حداکثر دوازده مایل دریایی (هر مایل دریایی امروزه معادل دقیقاً ۱۸۵۲ متر تعریف می‌شود) از خط مبدأ ساحل هر کشور دارد. این مرز برای منطقه نظارات ۲۴ مایل و برای مناطق فلات قاره و انحصاری اقتصادی ۲۰۰ مایل است. خط مبدأ معمولاً خط ساحل در پایین‌ترین حالت جزر در فصل بهار است که به خط مبدأ عادی نیز شهرت دارد
اما در بسیاری از موارد تعیین حد جزر به دلیل دندانه دار و مضرس بودن ساحل امکان‌پذیر نیست. به همین دلیل بسیاری از کشورها (مانند ایران، نروژ، چین و…) اقدام به ترسیم خطوط مبدأ مستقیم می‌کنند. در این روش پیشرفته‌ترین برآمدگی‌های ساحلی توسط خطوط مستقیم به هم متصل می‌شوند، به این ترتیب آب‌های پشت خط مبدأ تحت نظام آب‌های داخلی کشور ساحلی قرار می‌گیرند.
در بخش‌هایی از دریا که عرض دریا کمتر از حد لازم است، برای تعیین مرز دریای سرزمینی خط منصف، ملاک عمل خواهد بود. اما بر اساس بند ۱ مواد ۸۳ و ۷۴ کنوانسیون حقوق دریاها (مونته گو بی ۱۹۸۴) تحدید مرزها در مناطق انحصاری-اقتصادی و فلات قاره «اصل انصاف» است. همچنین در نزدیکی مرز خشکی دو کشور، خط عمود بر ساحل (خط میانه)، مرز دریایی دو کشور را تشکیل می‌دهد.

## سایر مرزها
علاوه بر مرزهای زمینی و دریایی، هر کشوری بر آسمان و منابع زیرزمینی خود نیز مالکیت دارد. از همین رو مرزهای زیرزمینی و حریم هوایی شکل می‌گیرد.

## رودها و دریاچه‌های مرزی
در بسیاری از مواقع، رودها به عنوان خطوط مرزی میان دو کشور تعیین و توافق می‌شوند. در اکثر موارد خط مرزی از عمیقترین بخش رود (تالوگ) گذشته و گاهی نیز خط منصف عرض رود ملاک قرار می‌گیرد.
در دریاچه‌های مرزی معمولاً ملاک، خط منصف است. رودخانه مرزی رودخانه ایست که تمام، قسمت یا قسمت‌هایی از آن مرز مشترک دو کشور را تشکیل دهد.

## اراضی مرزی

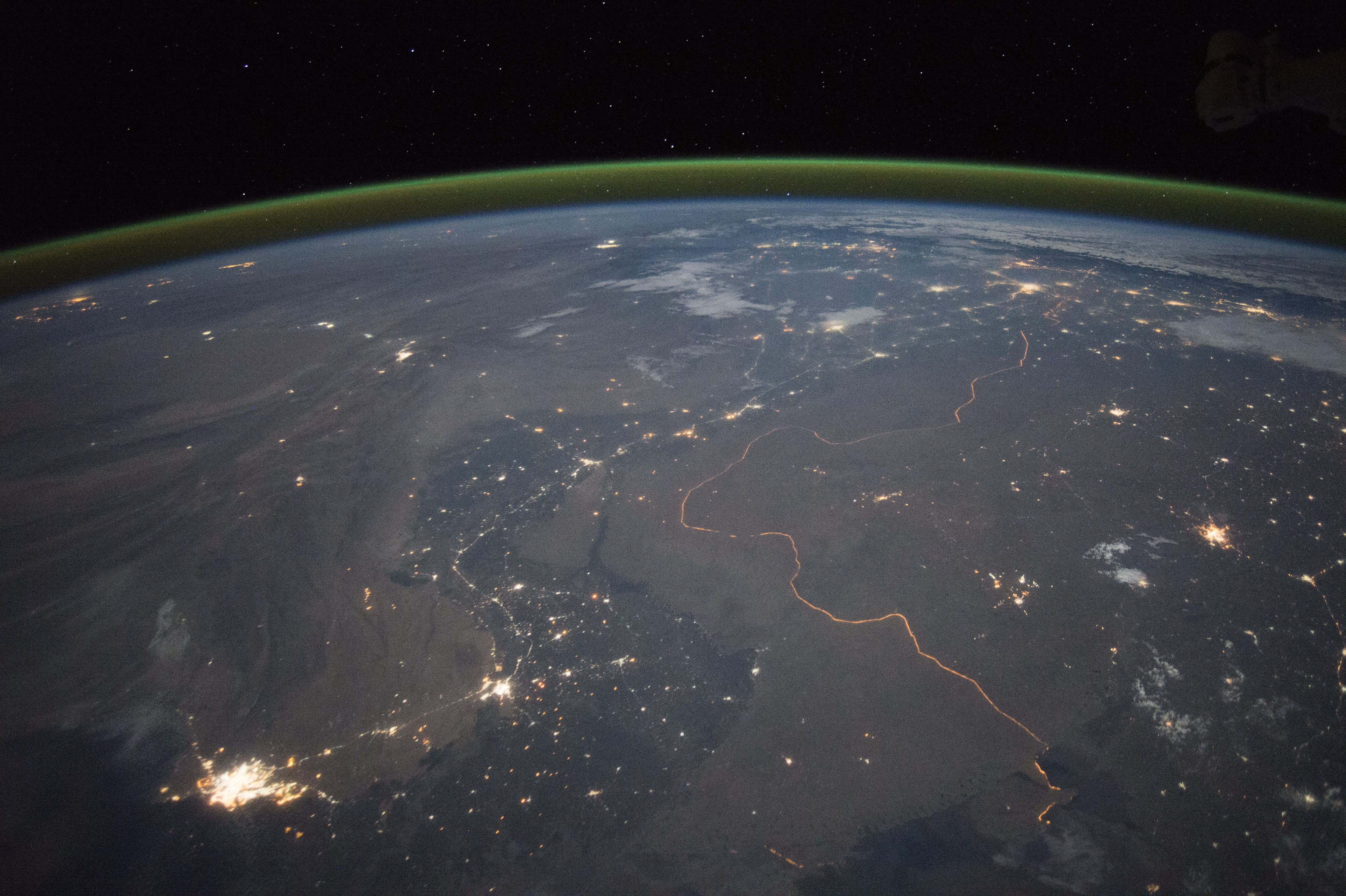
مرز هند و پاکستان تنها مرزی است که در شب به علت روشنایی چراغ ها توسط نیروهای امنیتی، از تصویربرداری ماهواره‌ای قابل مشاهده است.

به بخشی از آبادی‌‌ها و زمین‌های کشور که در مجاورت مرزها قرار دارند اراضی مرزی گفته می‌شود. عمق نوار مرزی فاصله ایست از خط مرزی با عرض معینی به داخل دوکشور که به وسیلهٔ توافقات و قراردادهای دوجانبه تعیین می‌شود.

## نگارخانه

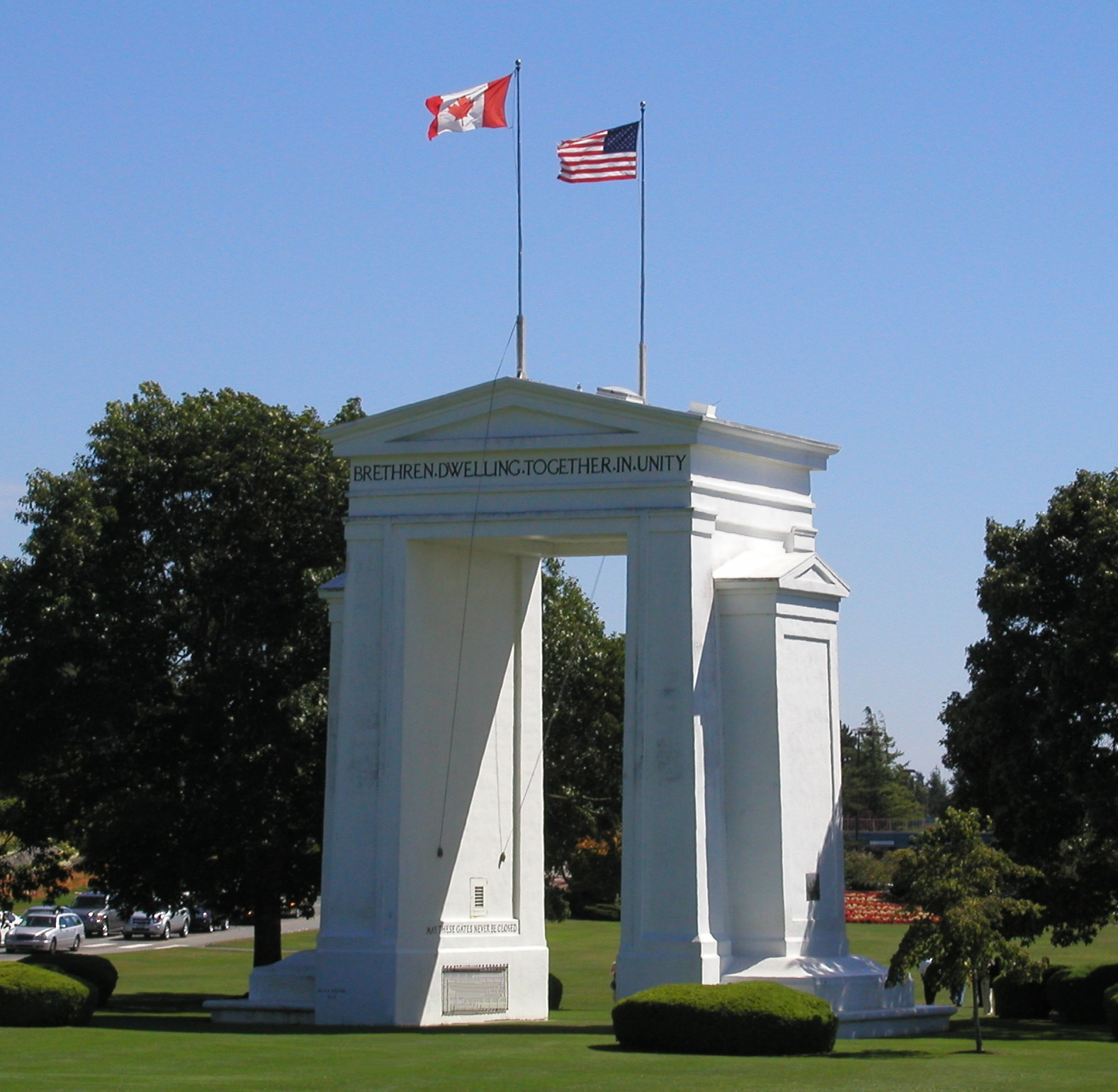
طاق صلح در طولانی‌ترین مرز بین‌المللی جهان
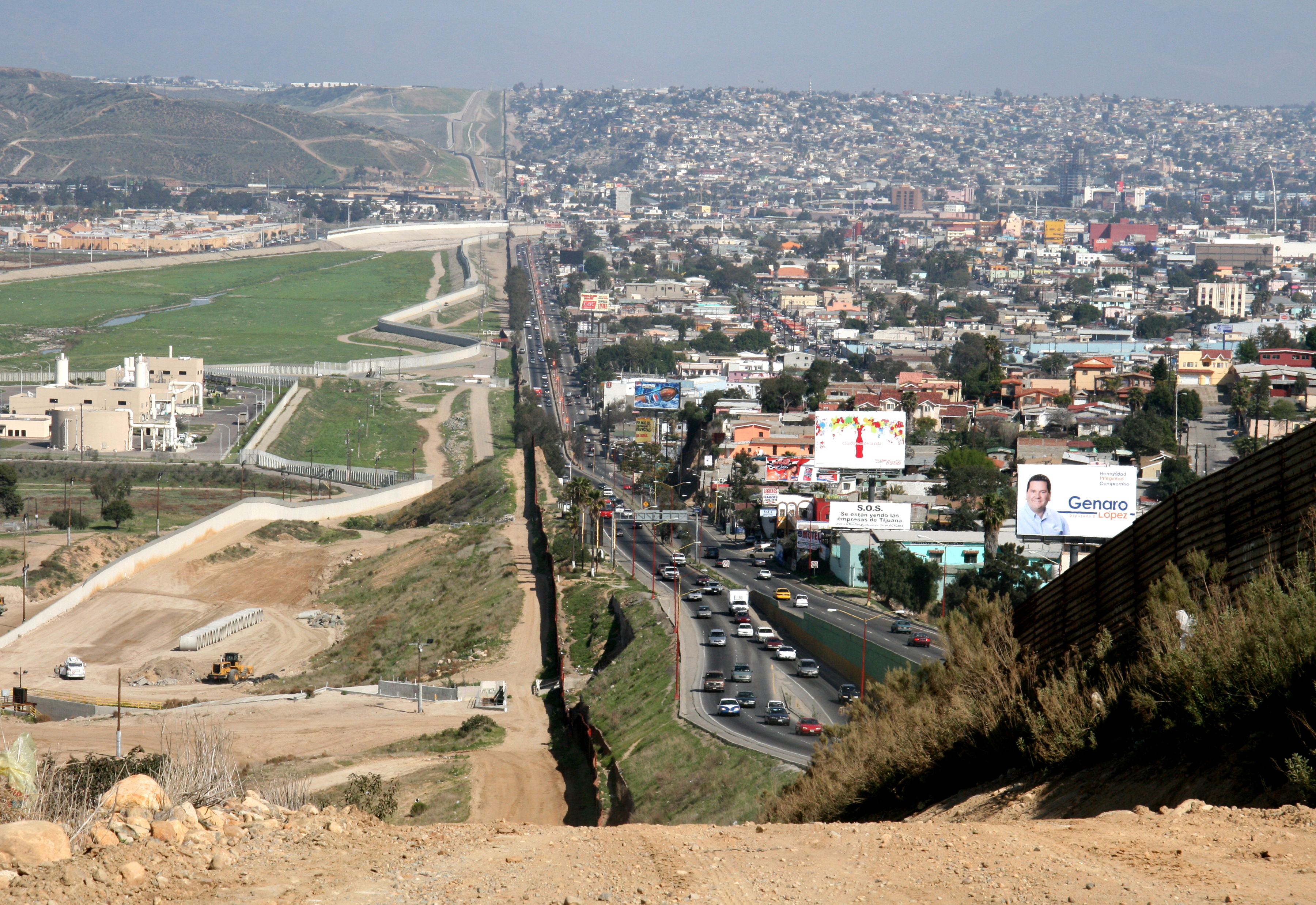
حصار آمریکا-مکزیک - آمریکا چپ و مکزیک راست
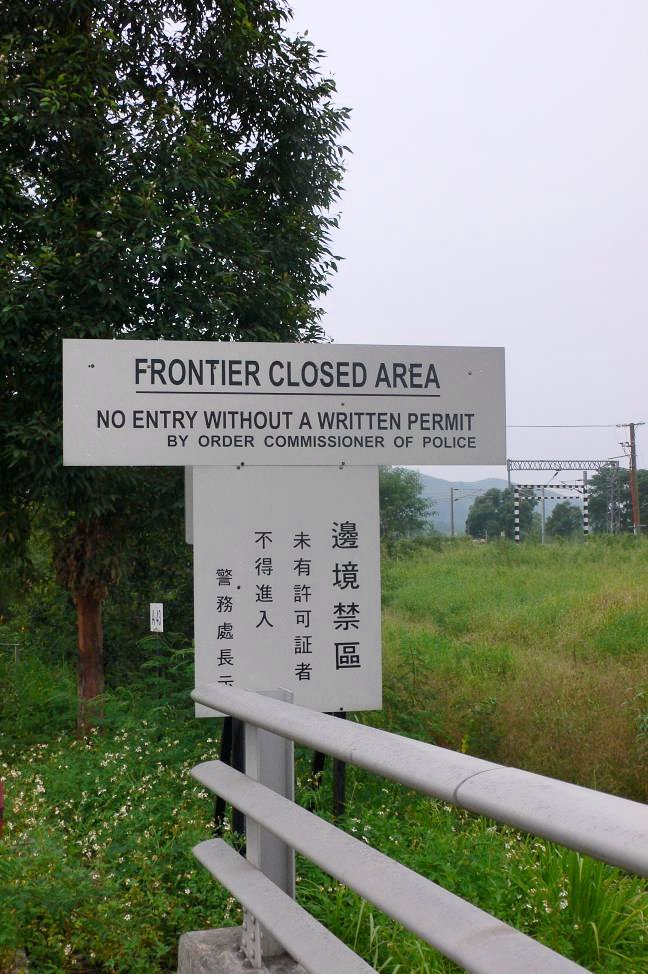
منطقه مرزی بسته شده توسط هنگ کنگ به سرزمین اصلی چین
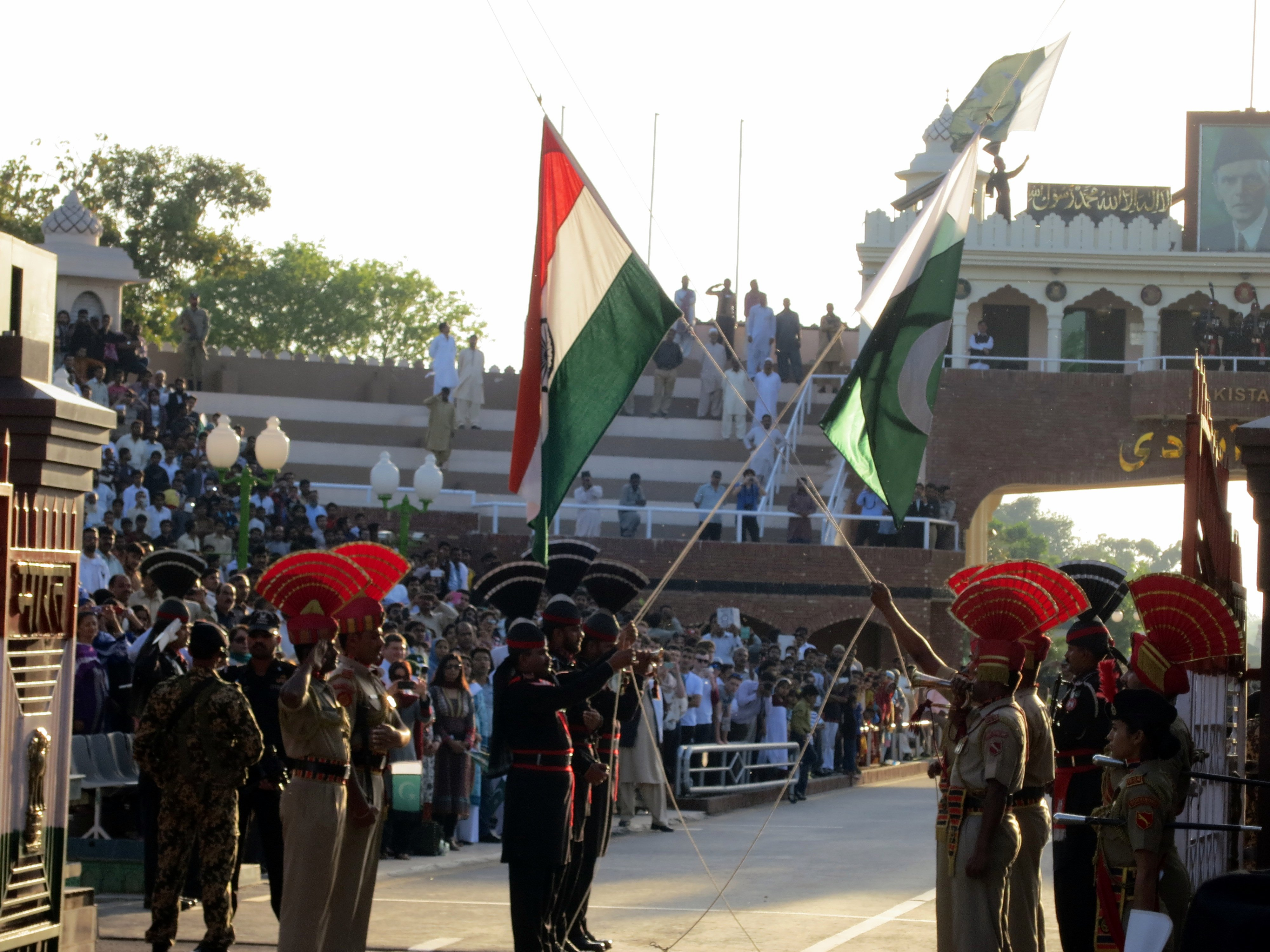
واهگه جشنی برای صلح میان هند و پاکستان
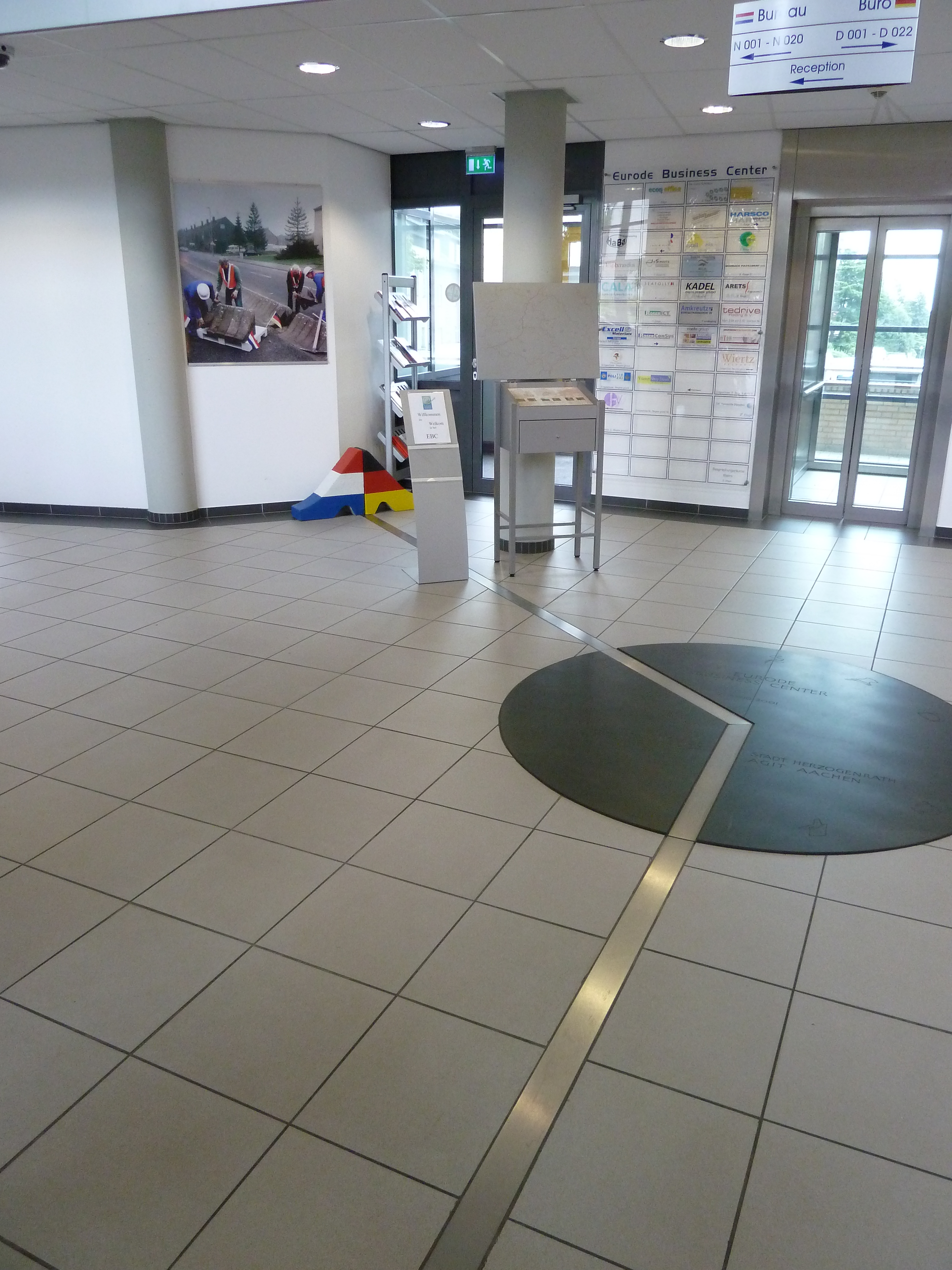
مرز آلمان و هلند در یک ساختمان
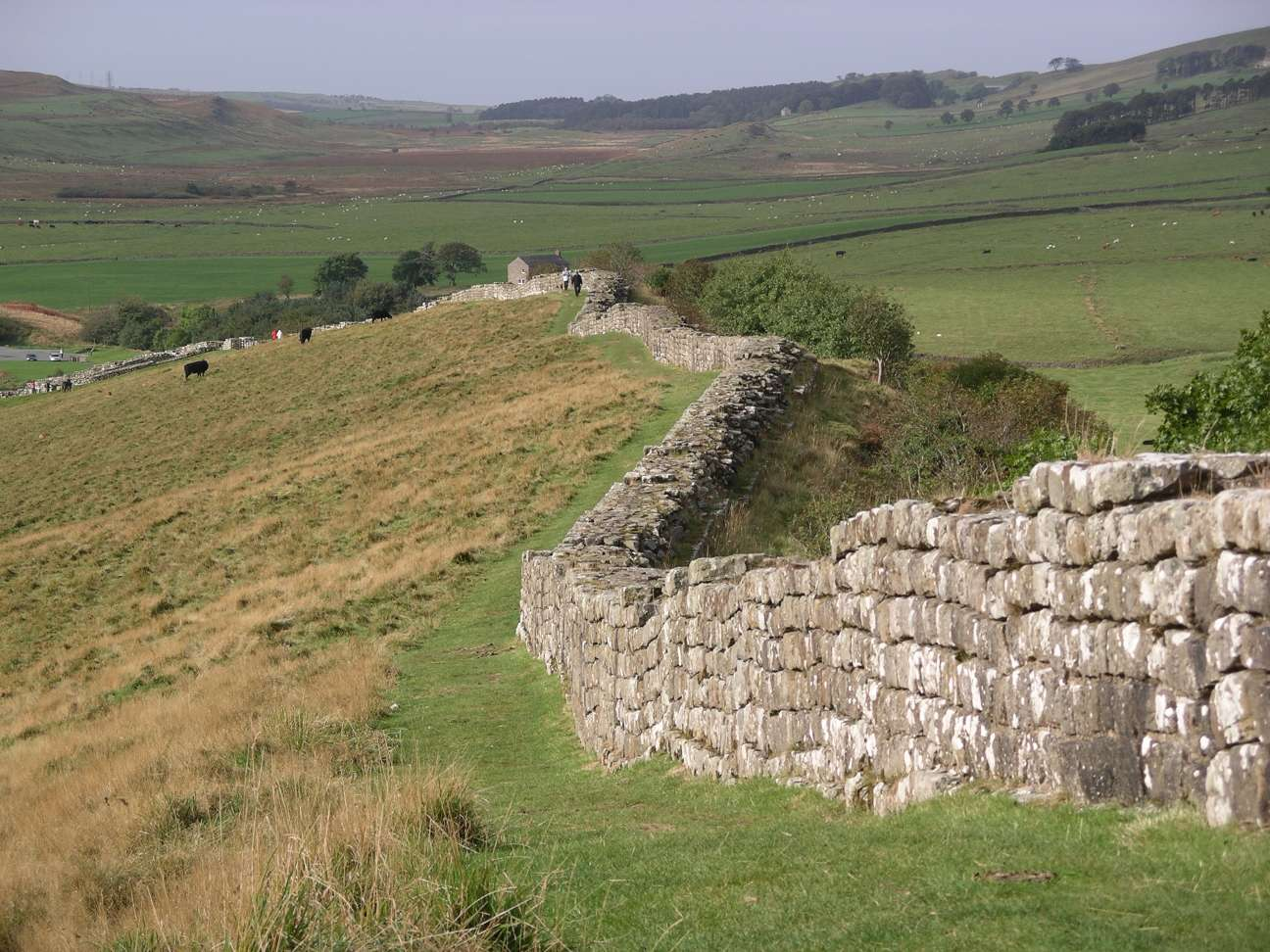
دیوار هادریان مرز بریتانیا یکی از استان‌های رم
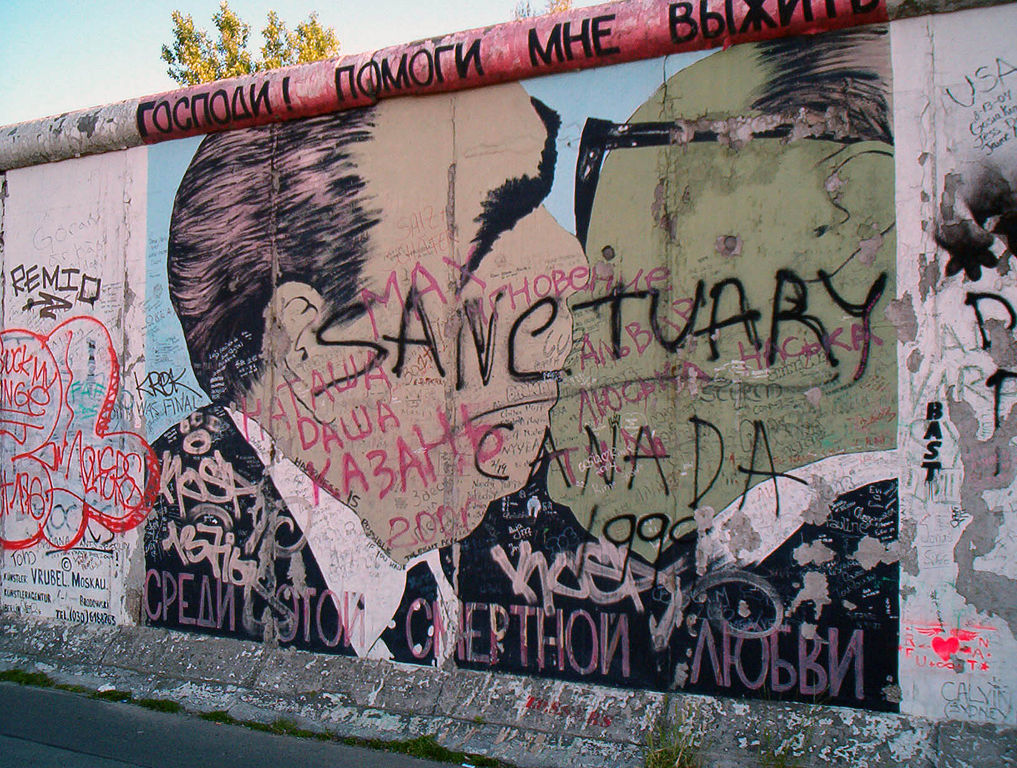
دیوار برلین مرز میان آلمان غربی و شرقی
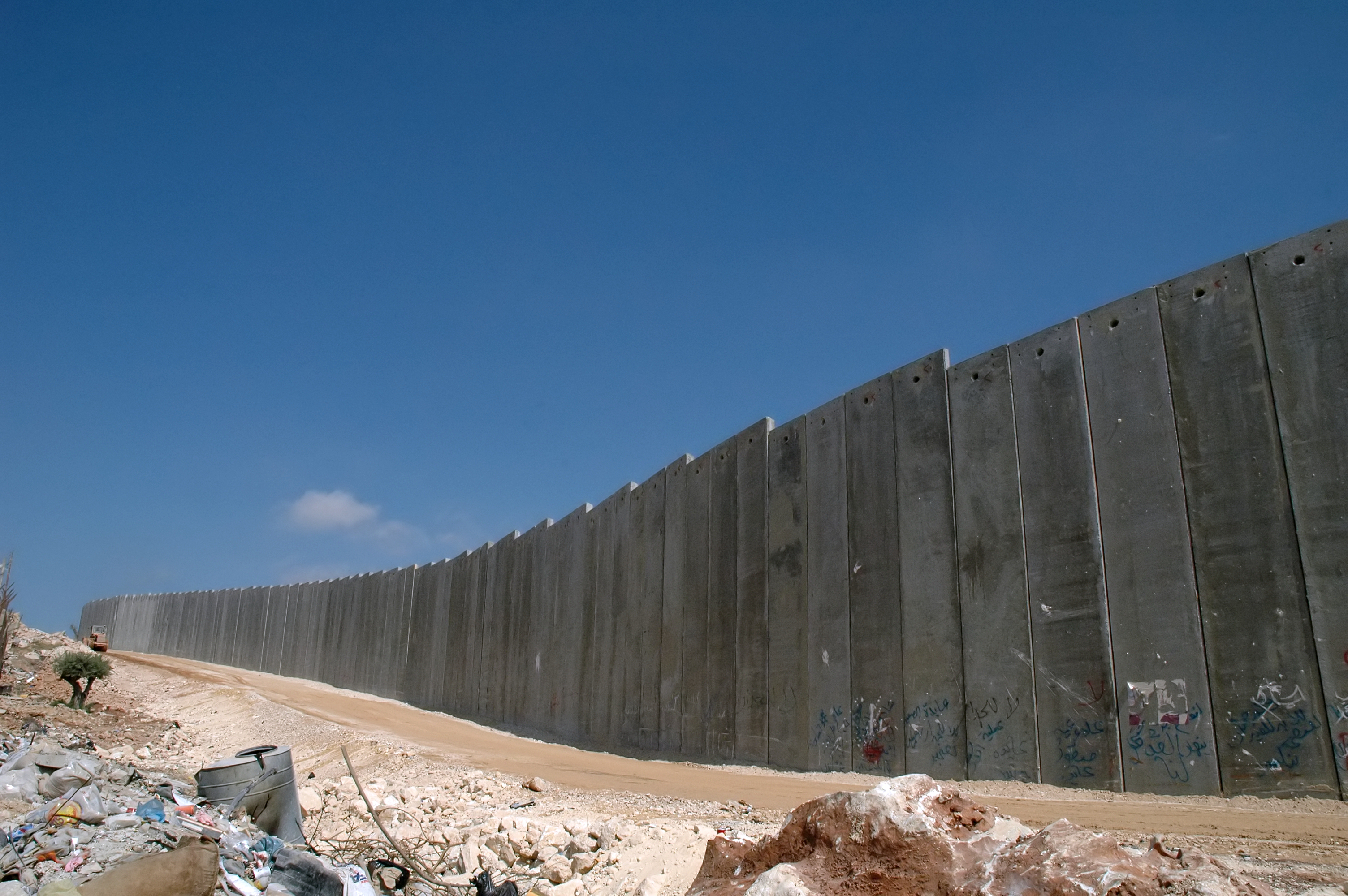
مرز کرانه باختری سال ها در جدال